# Lana (rzeka)

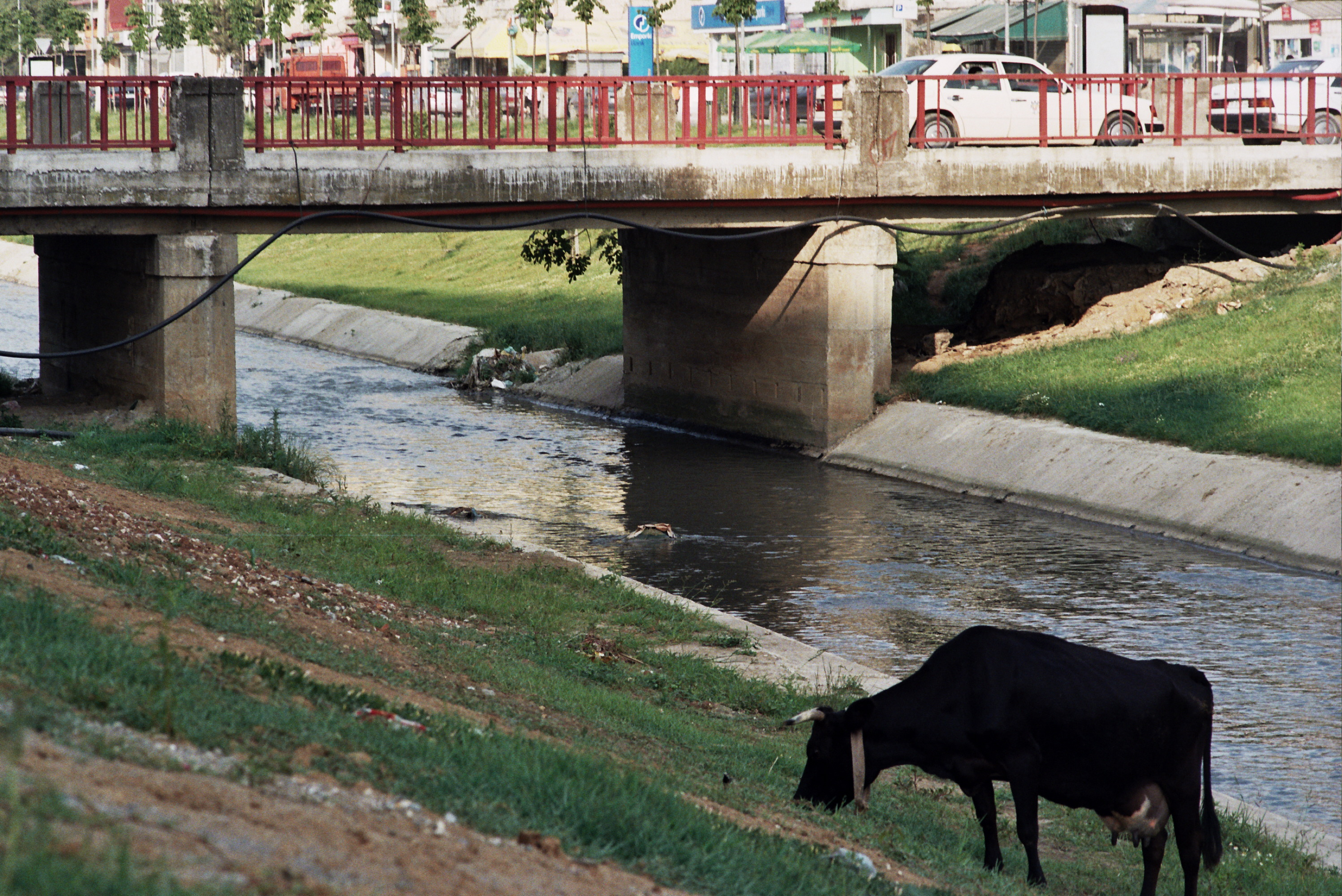
Pastwisko w Tiranie nad Laną

Lana (alb. Lanë) – rzeka w środkowej Albanii, lewy dopływ rzeki Tirany w zlewisku Morza Adriatyckiego. Długość – 29 km, powierzchnia zlewni – 67 km². Wypływa na wzgórzach Dajti, płynie na zachód, przecina centrum Tirany i uchodzi do rzeki Tirana. Silnie zanieczyszczona ściekami.